# Étienne Bonnot de Condillac
Étienne Bonnot de Condillac [ˈɛtiˌɛn ˈbɒnoʊ də ˈkɒndiˌæk], francoski filozof, ekonomist in enciklopedist, * 30. september 1714, Grenoble, Francija, † 3. avgust 1789, Beaugency, Francija.
Velja za enega pomembnejših filozofov francoskega razsvetljenstva. Bil je kritičen do novoveške racionalistične filozofije Descartesa, Spinoze in Leibniza. V filozofiji je izhajal iz Lockovega empirizma, ki ga je nadalje razvijal in nadgradil s teorijo senzualizma. Vso spoznanje izhaja iz izkustva, prav tako so vsi intelektualni procesi so zanj samo oblike občutkov, s čimer se je približal fenomenalizmu.

## Življenje
Rodil se je v Grenoblu kot najmlajši od treh bratov. Njegova starejša brata Jean in Gabriel sta prevzela ime po družinskemu posestvu v Mablyju in sta bila znana kot »Bonnot de Mably«. Étienne se je identificiral z drugim posestvom v Condillacu in bil zato znan kot »Bonnot de Condillac«. Kot njegov brat Gabriel je Condillac opravljal bogoslužje (1733 – 1740) v cerkvi Saint-Sulpice v Parizu. Med drugim je vodil manjšo podeželsko opatijo v Mureauju.
Condillac je svoje celotno življenje, z izjemo obdobja, ko je deloval kot tutor na dvoru Parmske vojvodine, kjer je poučeval mladega vojvodo Ferdinanda, posvetil intelektualnemu delu. Njegova najpomembnejša dela so:
- »Esej o nastanku človeškega zavedanja« (Essai sur l'origine des connaissances humaines, 1746);
- »Razprava o sistemih« (Traité des systèmes, 1749);
- »Razprava o občutkih« (Traité des sensations, 1754);
- »Razprava o duši« (Traité des animaux, 1755);
- Celovite »Študije« (Cours d'études) (1767–1773) v 13 delih je napisal za mladega vojvodo Ferdinanda iz Parme, vnuka Ludvika XV.;
- Ekonomsko delo »Trgovina in vladanje, z ozirom drug na drugega« (Le Commerce et le gouvernement, considérés relativement l'un a l'autre, 1776); in dve posmrtni deli,
- »Logika« (Logique, 1781) in nedokončano
- »Računski jezik« (Langue des calculs, 1798).

V Parizu se je Condillac vključil v krožek enciklopedistov, ki bistveno prispevali k nastanku Enciklopedije pod vodstvom glavnega urednika Denisa Diderota . Prijateljeval je z Rousseaujem, njuno prijateljstvo je v neki meri trajalo do konca njegovega življenja. Najverjetneje se je začelo, ko je bil Rousseau učitelj sinov brata Jeana v Lyonu (Jean Bonnot de Mably je bil takrat zaposlen pri policiji in bil znan kot Monsieur de Mably). Skupaj z bratom Gabrielom, ki je postal znan politični pisatelj, poznan kot Abbé de Mably, je Condillac vključil Rousseauja v pariško intelektualno okolje in v ožjem med enciklopediste.
Condillacov odnos z neortodoksnimi filozofi, ki so izrazito nasprotovali religiji, ni škodoval njegovi karieri. Imel je že kar nekaj objavljenih del, ko ga je francoski dvor poslal v Parmo, da za tutorja osirotelemu vojvodi, takrat staremu komaj sedem let.
Leta 1768 je bil po vrnitvi iz Italije Condillac izvoljen v francosko Akademijo. V nasprotju s popularno idejo, da se je udeležil samo enega srečanja, je bil redno prisoten na vseh srečanjih do dveh let pred smrtjo. Svoja kasnejša leta v pokoju je preživel v Fluxu, mali posesti, blizu Beaugencyja ob reki Loari. Tam je tudi umrl 3. avgusta 1780.

## Delo
Condillac je pomemben kot filozof, ki je francoskim filozofom sistematično predstavil Lockovo filozofijo, čeprav je šele Voltaire bil tisti, ki je prispeval k vsesplošni popularizaciji Lockove filozofije in psihologije v Franciji.
V svojem prvem delu Esej o nastanku človeškega zavedanja se je zelo zgledoval po svojem angleškem učitelju. Sprejel je njegovo idejo o tem da znanje dobimo iz dveh virov: čutnega in miselnega.
V svoji naslednjem delu Razprava o sistemih je kritiziral novoveške racionaliste: Descartesa, Spinozo, Leibniza in Malebrancha, ki so po njegovem zgrajeni na abstraktnih načelih in neutemeljenih hipotezah. Polemiziral je glede Descartesovih vrojenih idej, Malebarnchovega okazionalizma, Leibnizove monadologij in Spinozove substance.
Njegovo najpomembnejše delo je zagotovo Razprava o občutkih (Traité des sensations), v kateri na svoj način obravnava psihologijo. Spraševal se je o Lockovi doktrini , ki pravi da nam dajo občutki intuitivno znanje o objektih. Oko torej oceni obliko, razdalje, pozicije, velikosti…  Condillac pa je verjel, da moramo čute in čutila preučevati ločeno, da ugotovimo, katere ideje stojijo za vsakim čutom, kako so pogojeni s fiziologijo in kako se usklajujejo med seboj. Verjel je, da so vse človeške zmožnosti in spoznanje pridobljena in pogojena izključno s čuti(li). Ni verjel v ostale principe, na primer moč mišljenja, ki bi delovalo samo po sebi.
V enem od miselnih eksperimentov si Condillac predstavlja kip z dušo, ki še ni prejel nobene ideje. Čute odpira enega za drugim. Začne z vonjem, saj ta k človeškemu znanju pripomore najmanj. Nadaljuje s spominom. S tem se spominja občutkov pri vonjanju. Nato začne bitje primerjati. S tem se v njem vzbudi tudi sojenje, saj brez enega ni drugega. Iz spomina, primerjav in sodbe, se rodi sla. Želje nato vzbudijo strasti. Vse to pa so zgolj preoblikovane zaznave.
To idejo je nato razvijal čez več različnih primerov glede na čutila. V vsakem je imelo njegovo »bitje« le en čut in nato spoznava svet. To pa se spremeni v drugem delu, ko da Condillac svojemu bitju čut in znanje o obliki objektov. Proti koncu pa je obravnaval še povezave med raznimi čuti. Opazovanje konča z opisom »divjega otroka«, ki je bil najden v gozdovih v Litvi.
Zaključek celotnega dela je, da ima narava vseh stvari vir v občutjih. Ta vir pa ni enak pri vseh ljudeh, saj imamo različne občutke. Meni tudi, da človek ni nič razen tega, kar je dobil s čutenjem.

## Jezik
Condillac je obravnaval jezik kot orodje, s katerim so čustva in zaznave spremenjena v višje duševne oblike. Verjel je, da struktura jezika odraža strukturo misli ter je primerjal misli zvokom čembala. Njegove teorije so imele velik vpliv na razvoj lingvistike.
Conddillac je spodbujal senzualizem, teorijo, ki pravi, da vse znanje prihaja iz čutil in da ne obstajajo prirojene ideje. Jezik ni produkt nekega božanskega stanja vrojenosti idej, vsaka konceptualizacija je vezana na predhodno zaznavo.

## Ekonomija
Condillacovo delo Trgovina in vladanje (Le Commerce et le Gouvernement) je bilo objavljeno leta 1776, istega leta kot »Blaginja narodov« Adama Smitha. Condillac je prijateljeval z vodilnim predstavnikom ekonomskega fiziokratizma Francoisom Quesnayjem, zato je v svojih ekonomskih pogledih pretežno sledil idejam fiziokratov, predvsem kar zadeva analize strukture obdavčitve in predlogov za oživitev ekonomije. Toda za razliko od fiziokratov je v svojo ekonomsko teorijo vključil teroijo koristi. Večina fiziokratov je zavračala korist in ideja je bila prezrta do njenega ponovnega odkritja, ko sta jo v ospredje postavila ekonomista Stanley Jevons in Carl Meneger, obba istega leta, vsak v svojem delu in pod vplivom Condillaca.
V njegovi teoriji »vrai prix« (prava cena), je Condillac predlagal teorijo o človeški zgodovini razdeljeni na dve fazi: napredek in nazadovanje. Napredek je označen z racionalnim razvojem in uporabo virov; nazadovanje pa sproži razsipnost višjega razreda, ki nato vpliva na slabo stanje proizvajalnih razredov. Condillac je našel rešitev v »vrai prix«, pravi ceni ustvarjeni z neovirano interakcijo med ponudbo in povpraševanjem, ki doseže popolno deragulacijo. Ljudi bi naučili, kako delati v njihov interes na odprtem trgu skozi preoblikovanje njihovega načina dojemanja. Z zagovarjanjem svobodnega tržnega gospodarstva, v nasprotju s prevladujočo ekonomsko politiko francoske države, je Condillac vplival na klasično liberalno ekonomijo.

## Zgodovina
Condillacovi »Histoire ancienne« in »Histoire moderne« (1758–1767) sta dokazali, kako izkušnje in opazovanje preteklosti pomagajo človeku. Zgodovina ni samo pripovedovanje preteklosti, ampak vir informacij in tudi navdiha. Razum in kritično razmišljanje lahko izboljšata človeka ter uničita vraževerje in fanatizem. Zgodovina torej služil kot moralni, politični in filozofski učbenik, ki uči človeka živeti bolje. Tako ti dve zgodovini predstavljata osnovni program razsvetljenstva v najčistejši obliki.

## Zapuščina
Kot se je spodobilo za privrženca Locka, so imele Condillacove ideje povraten vpliv na angleško miselnost. S svojo dedukcijo užitkov, bolečine, idej, miselnih procesov je vplival  na mnogo kasnejših filozofov kot na primer na Jamesa in Johna Stuarta Milla, Alexandra Baina in Herberta Spencerja, vendar so bili kritični do njegove metode abstrakcije med čutenjem in miselnimi procesi. Condillacova filozofija in psihologija sta bili aktualni še kakšnih 50 let po njegovi smrti. je bila 
Zbrana dela so bila objavljena v 23 knjigah leta 1798. Zadnja izdaja je izšla leta 1822.